# Эттер, Павел Васильевич
Павел Васильевич фон Эттер (13 [24] января 1790, Санкт-Петербург — 15 [27] марта 1878, Гельсингфорс) — генерал-лейтенант русской императорской армии.

## Биография
Родился в Санкт-Петербурге 13 (24) января 1790 года.
В 1807 году начал службу в канцелярии Санкт-Петербургского почтамта; 18 апреля 1808 года был переведён в почтовое отделение в Финляндии; с 1 октября 1810 года — коллежский регистратор, с 11 сентября 1811 года — губернский секретарь, с 19 сентября 1812 — титулярный советник. С 12 июня 1813 года был определён на военную службу секунд-капитаном егерского полка, выполняя специальные обязанности в военной канцелярии генерал-губернатора Финляндии. Продолжая выполнение этих обязанностей 20 августа 1813 года был приписан штабс-капитаном в Низовский пехотный полк; капитан с 24 февраля 1816 года, подполковник с 7 декабря 1818 года. В 1819 году был награждён орденом Св. Владимира 4-й степени. С 8 января 1822 года — полковник с назначением командиром батальона Вильманстрандского пехотного полка.
В мае 1824 года был переведён в Выборгский пехотный полк и 24 октября назначен командиром этого полка. С 22 августа 1829 года вместе с производством в генерал-майоры получил назначение командиром 1-й бригады 15-й пехотной дивизии; с 20 марта 1830 года — командир 2-й бригады 21-й пехотной дивизии. Наконец, с 28 июля 1835 года Павел Эттер вступил в должность командира реформированной 21-й пехотной дивизии. Был также комендантом Гельсингфорса.
С 6 декабря 1840 года — генерал-лейтенант. Уволен с военной службы 10 января 1843 года.
Был утверждён в российском дворянстве 5 мая 1843 года с присоединением к фамилии приставки "фон", а 18 октября 1843 года вместе с семьей получил финское дворянство (фин.).
В 1843 году приобрёл усадьбу Вайникка вблизи от Выборга. Однако в середине 1850-х годов продал имение отцу Ю. Я. Аренберга, директору Выборгского лицея К. Аренбергу. Кроме этого, у него было имение в Гельсингфорсе, где он провёл свои последние годы и скончался 15 (27) марта 1878 года.

## Награды
- орден Св. Владимира 4-й ст. (8.11.1819)
- орден Св. Анны 2-й ст. (6.10.1830)
- орден Св. Станислава 1-й ст. (16.9.1834)
- орден Св. Анны 1-й ст. (26.4.1840)

## Семья
Жена (с 28.01.1827): Иоганна Теше (Johanna Tesche; 30.10.1798, Выборг — 27.11.1849, Выборг). Их дети:
- Севастьян (1828—1883), генерал-лейтенант;
- Maria Anna Wilhelmina (1829—1912 ), была замужем за Вольдемаром Бекманом  (фин.);
- Александр (1831—1902), тайный советник;
- Николай (1833—1891), генерал-лейтенант;
- Павел (1840—1910), генерал от кавалерии